# Louis Astier de Villatte
Louis Jean André Léonce Astier de Villatte (Soturac, 25 gennaio 1897 – Brienne-le-Château, 19 agosto 1936) è stato un militare e aviatore francese, particolarmente distintosi nel corso della prima guerra mondiale. Decorato con la Croce di Cavaliere della Legion d'onore, della Croix de guerre 1914-1918, e della Croce di Cavaliere dell'Ordine di Ouissam Alaouite.

## Biografia

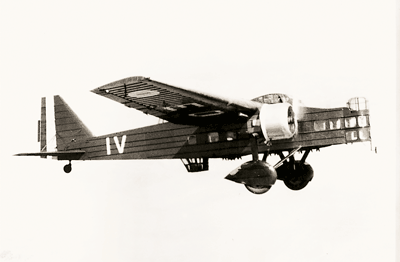
Un bombardiere Bloch MB 200.

Nacque a Soturac, nel  Lot, il 25 novembre 1990, terzo figlio di Léonce e di Marguerite Pons. 
Durante gli studi, dovette seguire il padre, un ufficiale di carriera dell'esercito, nelle diverse città dove era di stanza: Tolosa, Poitiers e infine Nancy, dove prestò servizio come esattore delle tasse dopo essere stato ammesso alla pensione.
Si arruolò volontario nell'Armée de terre il 19 marzo 1915, in piena prima guerra mondiale, assegnato al 34° Reggimento di artiglieria.  In breve tempo ottenne rapidamente i gradi di brigadiere e maresciallo.  Il suo comportamento al fronte gli valse una menzione nell'ordine dell'artiglieria divisionale il 21 novembre 1916. 
Nominato aspirante ufficiale il 21 settembre 1917, lasciò il 34° Reggimento di artiglieria pochi giorni dopo per arruolarsi nell'Aéronautique Militaire.  Inizialmente assegnato come osservatore dall'aeroplano alla Escadrille SAL 122, fu presto trasferito alla Escadrille BR 227 dove, con il grado di sottotenente, partecipò a rischiose missioni che, l'8 febbraio 1919, gli valsero un encomio all'ordine dell'esercito.
Il 23 settembre 1920 fu trasferito in Marocco, assegnato al 25° Battaglione tirailleus marocchini,  e il 10 maggio 1921 trasferito al 10° Gruppo artiglieria da campagna d'Africa. Nominato tenente nel 1922. Sposò Marie-Louise Caron a Fontaine-Française (Côte-d'Or) il 13 luglio 1922.
Il 23 maggio 1924 fu assegnato come assistente ufficiale d'aviazione allo stato maggiore del VII Corpo d'armata. Nel 1927 ottenne il brevetto di pilota. Il 25 giugno 1928 entrò poi a far parte della Scuola di addestramento cadetti dell'aeronautica di Versailles, dove, in qualità di istruttore, comandò una brigata di allievi ufficiali.
Promosso capitano il 25 giugno 1929, fu nominato Cavaliere della Legion d'onore il 1° gennaio 1930.  Nel 1933, ebbe l'onore di accompagnare Charles Lindbergh e sua moglie Anne Morrow Lindbergh durante il loro soggiorno a Parigi.  Nel 1934 fu trasferito in Turchia, presso la Scuola di aviazione di Eskişehir, dopo aver guidato le sezioni belga e britannica del bureau central de renseignements per quattro anni.  Al suo ritorno dalla Turchia, fu assegnato alla Base Aerea 112 di Reims e il 1° ottobre 1935 fu nominato comandante della 1ª Escadrille della 12e Escadre de Bombardement.
Il 19 agosto 1936, mentre volava a bordo di un bombardiere bimotore Bloch MB.200, si verificò un guasto meccanico; l'aereo si inclinò improvvisamente verso destra ed effettuò una picchiata.  Riuscì a raddrizzare l'aereo, i cui comandi rispondevano solo parzialmente in quanto sebbene quelli di profondità e di direzione funzionassero, non riusciva ad azionare gli alettoni. Diede ordine all'equipaggio di lanciarsi con il paracadute, e dopo essersi accertato che nessuno fosse a bordo si lanciò anch'egli, ma il paracadute che purtroppo rimase aggrovigliato all'ala del bombardiere. L'aereo precipitò intorno alle 00:30 a Brienne-le-Château, su un hangar del magazzino munizioni dell'Armée de terre fortunatamente vuoto, causando la sua morte. La seconda classe, quella del 1936, della École de l'Air di Versailles prese il nome dal capitano Louis Astier de Villatte.